# Corno della Paura
Il Corno della Paura è un punto panoramico  (1.518 m s.l.m.) appartenente al complesso del Monte Baldo e situato a metà strada tra i comuni di Avio e Brentonico, in provincia di Trento, affacciato sulla città di Avio e sulla Vallagarina.
Durante gli anni della Prima guerra mondiale, il sito costituì uno strategico avamposto di artiglieria antiaerea del Regno d'Italia facente parte della linea difensiva approntata contro l'esercito austro-ungarico.
Il sito, di cui rimangono i resti delle fortificazioni, è oggi meta di escursionismo ed è inserito nel progetto di valorizzazione Rete Trentino Grande Guerra, in quanto parte fondamentale del paesaggio militare. Inoltre, data la ricchezza e la rarità di alcune specie faunistiche e floristiche, è classificato Zona speciale di conservazione (ZSC) e Zona di protezione speciale (ZPS), facente parte del Parco Naturale Locale Monte Baldo.

## Storia

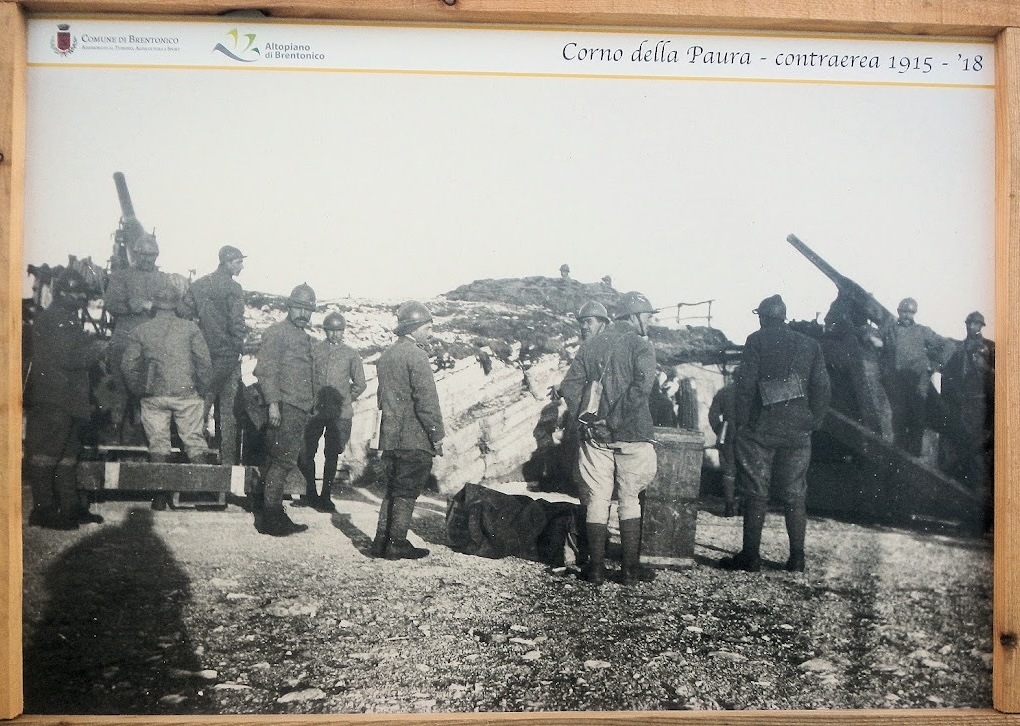
Foto storica dei militari nella postazione sul Corno della Paura

La denominazione "Corno della Paura" compare a partire dalla Prima guerra mondiale. Nelle mappe storiche e nelle mappe catastali austriache (1855-1860), il sito non viene citato e ricade nell'area del più conosciuto Monte Vignola e della Selva di Pravechio, odierna zona Malga Pravech.
Insieme ai territori del Trentino, la zona del Corno della Paura faceva parte dell'Impero austro-ungarico; in questa prima fase, tuttavia, il sito non fu edificato, in quanto si preferì dotare di fortificazioni punti più strategici, come le circostanti alture del Monte Vignola e dell'Altissimo di Nago. Nel 1915 l'esercito austriaco abbandonò le costruzioni e arretrò la propria linea difensiva, dando l'occasione all'esercito italiano di conquistare il settore.

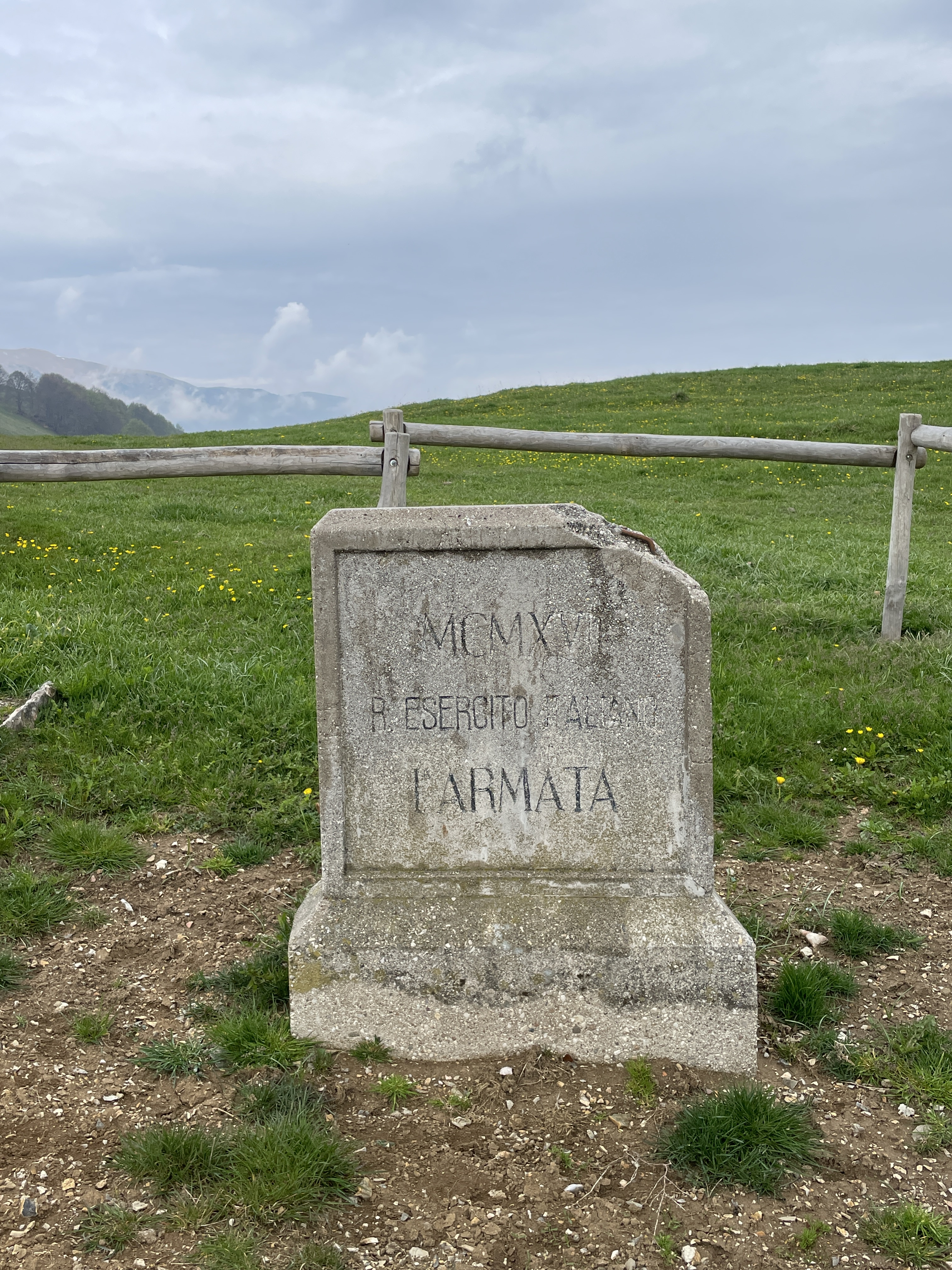
Cippo della 1ª Armata del Regio Esercito Italiano nelle vicinanze del Corno della Paura

Allo scoppio del conflitto nel maggio 1915, le truppe italiane iniziarono a occupare l'area del Baldo settentrionale, in particolare l'Altissimo di Nago, conquistato dagli alpini del generale Antonio Cantore. Anche la vetta del Corno venne occupata nello stesso periodo e si diede inizio alle operazioni di fortificazione, insediandovi una postazione di artiglieria contraerea. L'altura venne collegata alla linea difensiva che si estendeva dall'Altissimo di Nago alla Valle del Loppio, che comprendeva anche gli ex forti austro-ungarici incompleti, ora integrati; si tracciarono, inoltre, nuove strade militari di collegamento e si ricavarono gallerie scavate nella roccia, come quelle della vicina Bocca d'Ardole. L'area montuosa del Monte Baldo, con i suoi punti a strapiombo, infatti, ben si prestava alla costruzione di opere militari difensive, tanto che l'intero massiccio finì per diventare un fronte statico tra italiani e austriaci.
Per tutto il corso della guerra, l'altura - che ormai doveva aver già assunto l'appellativo di "Corno della Paura" - operò come punto di controllo sulla sottostante Valle dell'Adige, a sud, e sull'altopiano di Brentonico, a nord. Come testimonia un cippo installato nelle immediate vicinanze, la difesa del territorio della Vallagarina e le azioni sul Corno furono affidate alla 1ª Armata del Regio Esercito Italiano.
Non si conosce l'anno di smantellamento degli edifici, di cui oggi rimangono solo i resti.
Operazioni belliche riguardarono ancora il territorio del Baldo settentrionale e della Valle dell'Adige negli anni finali della Seconda guerra mondiale (1944-1945), assumendo, in questa nuova circostanza, un carattere di guerriglia, combattuta tra la vicina Repubblica di Salò sul lago di Garda e i partigiani impegnati nella Resistenza.

Come ricorda Francesco Premi: 
"[...] se la Grande guerra rappresenta il fulcro della sedimentazione del paesaggio militare sul Monte Baldo, non ne costituisce tuttavia il suggello, che va ulteriormente ricercato nei drammatici eventi della Seconda guerra mondiale."
Alcune fortificazioni della Prima guerra mondiale vennero sicuramente reimpiegate dai tedeschi, come nel caso dell'Altissimo di Nago, ma non si hanno fonti su un nuovo riutilizzo della postazione sul Corno della Paura.

## Descrizione

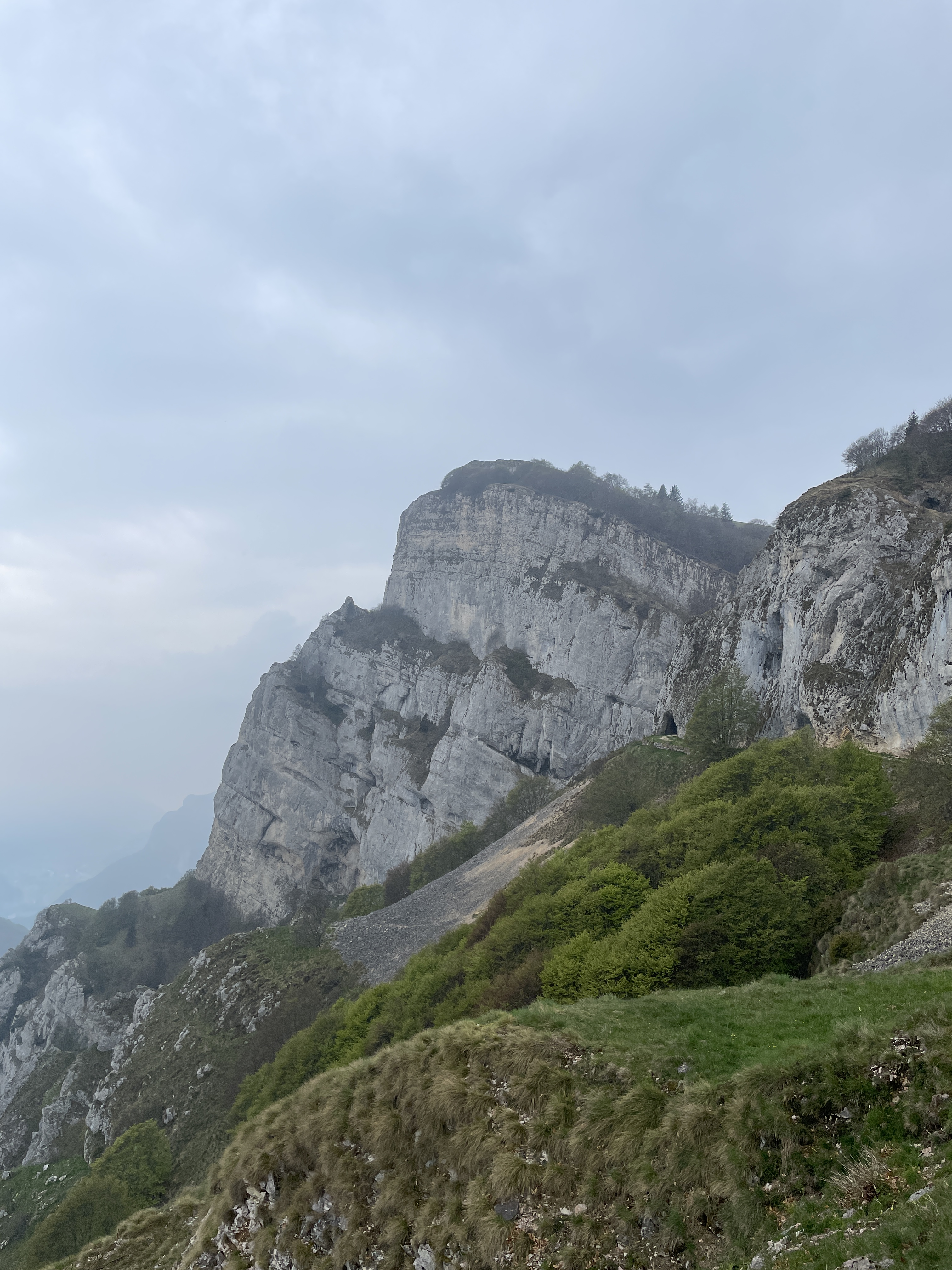
L'altura del Corno della Paura vista dal percorso CAI, in prossimità della Bocca d'Ardole

Dal punto di vista geomorfologico, il Corno della Paura si configura come una cima rocciosa con pareti a strapiombo sulla Valle dell'Adige, mentre sul versante settentrionale è caratterizzato da un pendio erboso, dedicato al pascolo. Il toponimo "Corno della Paura" sembrerebbe quindi derivare proprio dalla sua conformazione naturale.

Il sito è facilmente raggiungibile dalla vicina località di Polsa, in provincia di Brentonico, ed è segnalato da cartelli CAI e indicazioni di percorso tracciate lungo il sentiero, che ripercorre le vecchie strade militari. 

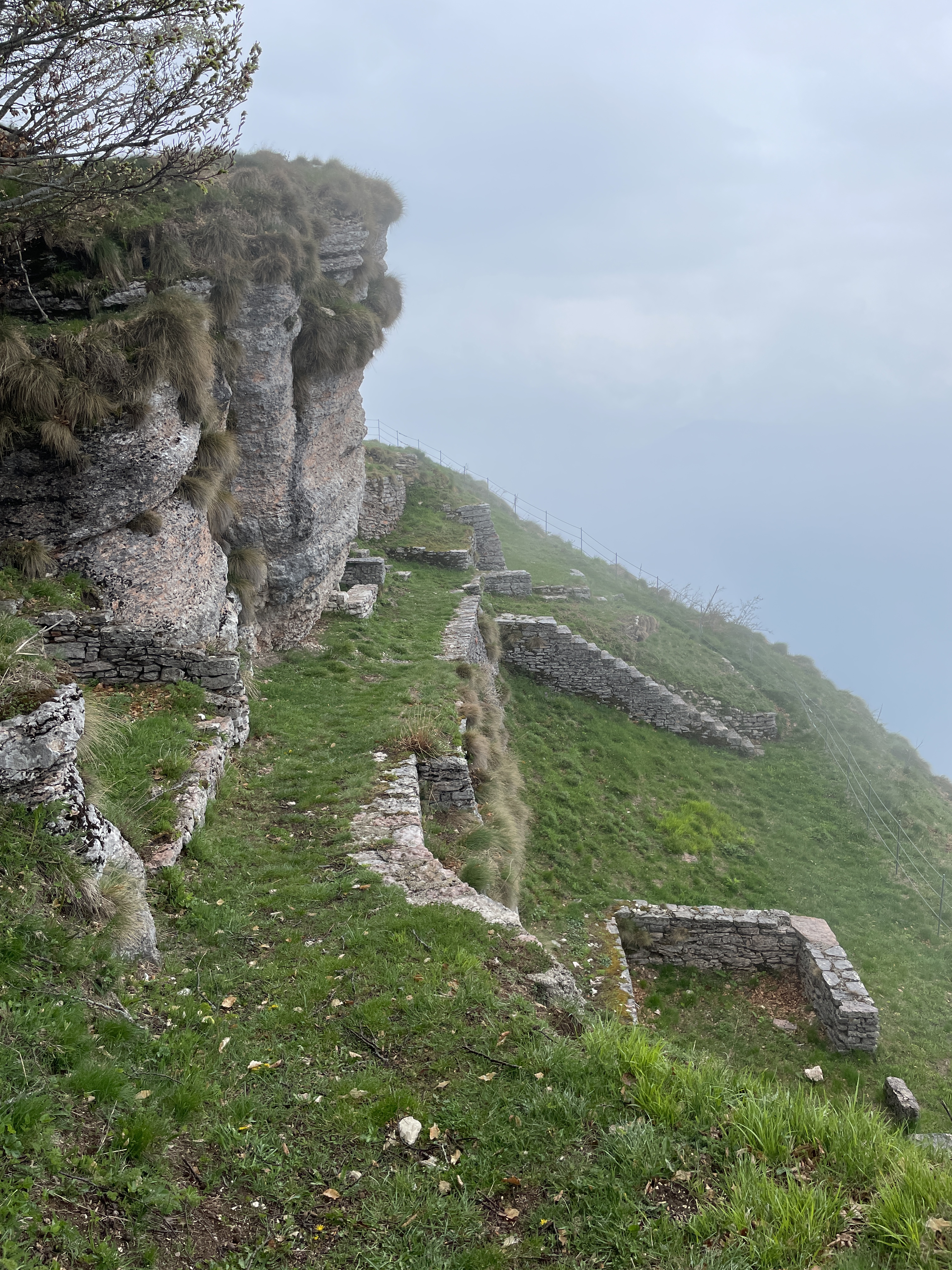
Resti della base militare

Una volta raggiunta la cima, è possibile vedere alcune rovine delle strutture militari un tempo presenti: nella parte bassa del Corno si possono notare resti di edifici di forma rettangolare, distribuiti su due piani e collegati da scale; una ripida scalinata che gira ad angolo retto porta alla parte sommitale dell'altura, dove sono presenti due maestose basi di cannone circolari e, sulla sinistra, una galleria scavata nella roccia e aperta sulla vallata, che doveva fungere da punto di osservazione.

Un pannello informativo presente accanto alle basi informa sul modello di cannoni impiegato e sul momento della loro collocazione:
"In questa postazione, nell'estate 1917, vennero sistemati 2 cannoni da 87 B su affusto Marchionni; sostituiti nell'estate 1918, con 2 cannoni da 75 A su affusto Marchionni, più efficienti."